# Hachinan tte, Sore wa Nai Deshō!
Hachinan tte, Sore wa Nai Deshō! (八男って、それはないでしょう！?  lit. ¿El octavo hijo? ¡Eso no puede ser cierto!) es una serie de novelas ligeras japonesas escritas por Y.A. e ilustradas por Fuzichoco. Fue serializada originalmente en línea entre junio de 2013 y marzo de 2017 en el sitio web Shōsetsuka ni Narō, pero adquirida por Media Factory, quien publicó el primer volumen de novela ligera en abril de 2014 bajo su sello MF Books. Veinte volúmenes han sido publicados hasta julio de 2020.
Una adaptación al manga con arte de Hiroki Kusumoto comenzó la serialización a través del sitio web ComicWalker de Kadokawa Shōten desde 2015 y recopilada en ocho volúmenes tankōbon y una serie de anime producida por Shin-Ei Animation y SynergySP fue emitida entre el 2 de abril y el 18 de junio de 2020.

## Argumento
Shingo Ichinomiya fue una vez un asalariado japonés hasta el día en que se durmió y se despertó en un mundo de fantasía mágica cuando era un niño llamado Wendelin von Benno Baumeister, el octavo hijo de la noble familia Baumeister. Debido a que su familia es pobre, es poco probable que Wendelin herede algo de su padre, ya que el título noble de la familia, la riqueza y las posesiones irán a pertenecer su hermano mayor, Kurt, mientras que el resto de sus hermanos abandonan la sucesión para encontrar ingresos por otros medios. Cuando mira a través de la biblioteca de su padre y encuentra un orbe de prueba de magia que brilla con los colores del arco iris cuando lo activa, lo que demuestra que tiene la capacidad de usar magia. Alfred, un ex mago de la corte convertido en no-muerto inquieto, siente su destreza mágica y decide enseñarle a Wendelin todo lo que sabe sobre magia. Gracias a Alfred, Wendelin se convierte en un hábil espadachín y mago, aunque lo hacía en secreto para evitar disputas familiares. Al crecer y estudiar en la Academia, Wendelin deberá formar un grupo de aventureros con sus compañeros de clase y tendrá que aprender no solo a adaptarse a este nuevo mundo, sino que también debe tener muchas hazañas y heroícas aventuras.

## Personajes
Wendelin (ヴェンデリン Vuenderin?)
Seiyū: Takuma Terashima (CD drama), Junya Enoki (anime), Shizuka Ishigami (niño)
Wendelin von Benno Baumeister es el principal protagonista de la serie. Una vez fue un asalariado llamado Shingo Ichinomiya (一 宮 慎 吾 Ichinomiya Shingo?), hasta que renace en un alto nivel aristocrático y poligámico (para los nobles) mundo de fantasía como el octavo hijo de Artur von Benno Baumeister. Wendelin está preocupado al principio por su bienestar, ya que es poco probable que herede algo de su familia como el menor y el octavo hijo hasta que descubre que tiene magia y conoce a Alfred Rainford, un ex mago de la corte convertido en espíritu no-muerto que le enseña a usar su magia y lo convierte en un mago experto. A medida que avanza la serie, forma un grupo de aventureros con sus antiguos compañeros de clase y amigos y se vuelve famoso no solo por su poderosa magia, sino también por encontrar ruinas mágicas perdidas y derrotar a poderosos monstruos, especialmente dragones. Finalmente, es recompensado por sus logros por el Rey de Helmut, quien le otorga el rango de Conde y sus propias tierras para gobernar. Wendelin finalmente se casa con cinco de sus compañeras y más tarde con su ex cuñada.
Elize (エリーゼ Erize?)
Seiyū: Saori Hayami (CD drama), Asuka Nishi (anime)
Elize Katharina von Hohenheim, es una sacerdotisa y uno de los miembros del partido de Wendelin. Apodada la "Santa" por la gente por su bondad, poderes curativos y por ser la nieta del Cardenal de la iglesia del reino. Su abuelo arregla un matrimonio político entre Elize y Wendelin, con la esperanza de asegurar una alianza entre el próximo noble popular y la iglesia. A pesar de su compromiso concertado, Elize se enamora genuinamente de Wendelin, ya que ambos comprenden la carga de estar en el centro de atención. Más tarde, se casa con Wendelin como la esposa principal de su familia.
Erwin von Alnim (エルヴィン・フォン・アルニム Eruvuin fon Arunimu?)
Seiyū: Showtaro Morikubo (CD drama), Hiro Shimono (anime)
Erwin von Alnim es un caballero y uno de los miembros del grupo de Wendelin. Compañero de clase de Wendelin durante sus días en la academia, Erwin desea encontrar fama y fortuna para sí mismo en lugar de depender de su noble familia. Después de que Wendelin se convierte en conde, Erwin le promete lealtad a su mejor amigo como su primer criado y guardia personal y luego se compromete con una de sus compañeras de equipo, Haruka Fujibayashi, una ciudadana del país semiindependiente del Conde de Mizuho en el Sacro Imperio Romano Germánico.
Iina (イーナ Ina?)
Seiyū: Eriko Matsui (CD drama), Mikako Komatsu (anime)
Iina Suzane Hirenbrant es lancera y miembro del grupo de Wendelin. Hija de una familia de practicantes de lanza, se convirtió en una aventurera después de que su familia la obligara a irse después de que ella derrotara y humillara a sus hermanos mayores en un combate con lanza. Ella se enamoró de Wendelin desde que eran compañeros de clase, pero debido a que su familia era vasalla, al principio cree que no puede casarse legalmente con él, sino ser su amante. También compite con su mejor amiga Louise, quien también está enamorada de Wendelin. Sin embargo, Wendelin revela que los ama a ambos y que preferiría convertirlos en sus esposas. Gracias a la fama del partido y al servicio al reino, el Rey eleva a Iina al rango de nobleza, lo que le permite casarse con Wendelin como una de sus esposas.
Louise (ルイーゼ Ruizu?)
Seiyū: Asami Imai (CD drama), Yūna Mimura (anime)
Louise Yorande Aorelia Oufelbeik es una artista marcial y uno de los miembros del grupo de Wendelin. Experta en canalizar la magia hacia el combate físico, se convirtió en una aventurera después de que su familia la echara por poseer una capacidad de maná excesiva. Se enamoró de Wendelin, pero debido a que es una plebeya, al principio cree que no puede casarse legalmente con él, sino ser su amante. También compite con su mejor amiga Iina, quien también está enamorada de Wendelin. Sin embargo, Wendelin revela que los ama a ambos y quiere que sean sus esposas. Gracias a la fama del juego y al servicio al reino, el rey eleva a Louise al rango de nobleza, lo que le permite casarse con Wendelin como una de sus esposas.
Inū (イヌー?)
Seiyū: Yū Sanada (CD drama)
Vilma (ヴィルマ Vuiruma?)
Seiyū: M.A.O (anime)
Vilma Etol von Asgahan es una cazadora que empuña un hacha y uno de los miembros del grupo de Wendelin. Anteriormente era una cazadora al servicio de la familia Asgahan hasta que el jefe de la familia, Lord Marshall Edgar Asgahan, la adoptó como su hija como parte de su plan para proteger a Wendelin de los nobles celosos presentándola como una posible prometida. Wilma nació con una rara condición llamada Síndrome del Héroe, que multiplicó su metabolismo muchas veces, pero también canaliza constantemente su maná en destreza física muchas veces más eficientemente en comparación con otros magos. Debido a su condición, se convirtió en cazadora por necesidad para alimentar su alto metabolismo y acepta el plan de su padre adoptivo, ya que Wendelin, un famoso cazador de monstruos y noble rico, le permitirá comer varios tipos de carne de monstruo y otros alimentos. Más tarde también se convierte en una de las esposas de Wendelin.
Roderich (ローデリヒ Rōderihi?)
Seiyū: Tomohito Takatsuka (anime)
Un ex lancero guerrero que sirve a Wendelin como su chambelán. Roderich intentó que Wendelin se diera cuenta de que lo contrataba como anticipo durante años. Roderich proviene de una familia de comerciantes y tiene numerosas conexiones con comerciantes. En la novela web, a Roderich se le llama mayordomo.
Kurt (クルト Kuruto?)
Seiyū: Tomokazu Sugita (anime)
Kurt Baumeister es el hermano mayor de Wendelin y heredero de la caballería de la familia Baumeister. Orgulloso y arrogante de ser el heredero, se pone celoso de su hermano menor después de que la fama de Wendelin como aventurero crece. Queriendo las riquezas y los activos de su hermano, se une a una conspiración con un grupo de nobles que también están celosos de Wendelin y quieren que lo asesinen. Sin embargo, la conspiración falla y el propio Kurt muere.
Amalie (アマーリエ Amari?)
Seiyū: Yukana (anime)
Amalie es la esposa de Kurt, la madre de sus dos hijos y la cuñada de Wendelin. Después de la muerte de Kurt, ella comienza una relación con Wendelin y le enseña cómo hacer el amor correctamente con sus esposas antes de la boda. Más tarde, tanto Amalie como Wendelin se enamoran de verdad y ella se convierte en su amante.
Alfred (アルフレッド Arufureddo?)
Seiyū: Daisuke Namikawa (anime)
Alfred Rainford fue un ex mago de la corte y maestro de Wendelin. Era un mago famoso que se creía que había sido asesinado durante una campaña fallida para exterminar monstruos peligrosos en el Bosque Encantado en el dominio Baumeister, pero se reveló que había sobrevivido como un Muerto Susurrante, un no-muerto consciente condenado a convertirse eventualmente en un zombi sin sentido. El percibir el gran potencial de Wendelin antes de morir en paz, los activos y la riqueza de Rainford son posteriormente heredados por Wendelin como su sucesor.
Brantack Lyngstad (ブランターク・リングスタット Burantāku Ringusutaddo?)
Seiyū: Yusaku Yara (anime)
Brantack, un aventurero jubilado y de unos 50 años, es el antiguo maestro de magia de Alfred Rainford y más tarde mentor de Wendelin y su grupo. Actualmente está empleado por Lord Bleichröder.
Klimt Kristoff von Armstrong (クリムト・クリストフ・フォン・アームストロング Kurimuto Kurisutofu fon Āmusutorongu?)
Seiyū: Masashi Yamane (anime)
El mago de la corte del rey, experto en magia de mejora física y el mejor amigo de Alfred Rainford. Más tarde enseña a Louise y Wendelein después del torneo de los nobles y se convierte en su gurú. Es el tío de Elize.

## Contenido de la obra

### Novela ligera
| N.º | Fecha de lanzamiento     | ISBN original      |
| --- | ------------------------ | ------------------ |
| 1   | 25 de abril de 2014      | ISBN 9784040667195 |
| 2   | 25 de julio de 2014      | ISBN 9784040669243 |
| 3   | 24 de octubre de 2014    | ISBN 9784040671338 |
| 4   | 23 de enero de 2015      | ISBN 9784040673561 |
| 5   | 25 de junio de 2015      | ISBN 9784040676968 |
| 6   | 25 de septiembre de 2015 | ISBN 9784040677859 |
| 7   | 25 de diciembre de 2015  | ISBN 9784040680200 |
| 8   | 25 de abril de 2016      | ISBN 9784040681832 |
| 9   | 25 de agosto de 2016     | ISBN 9784040684611 |
| 10  | 25 de febrero de 2017    | ISBN 9784040690872 |
| 11  | 24 de junio de 2017      | ISBN 9784040692746 |
| 12  | 25 de diciembre de 2017  | ISBN 9784040695990 |
| 13  | 25 de abril de 2018      | ISBN 9784040698687 |
| 14  | 25 de agosto de 2018     | ISBN 9784040651316 |
| 15  | 25 de diciembre de 2018  | ISBN 9784040653891 |
| 16  | 25 de marzo de 2019      | ISBN 9784040656366 |
| 17  | 25 de julio de 2019      | ISBN 9784040659077 |
| 18  | 25 de diciembre de 2019  | ISBN 9784040642703 |
| 19  | 25 de marzo de 2020      | ISBN 9784040645391 |
| 20  | 20 de julio de 2020      | ISBN 9784040647999 |

### Manga
| N.º | Fecha de lanzamiento      | ISBN original      |
| --- | ------------------------- | ------------------ |
| 1   | 19 de seprtiembre de 2015 | ISBN 9784040677965 |
| 2   | 22 de marzo de 2016       | ISBN 9784040681504 |
| 3   | 21 de noviembre de 2016   | ISBN 9784040686646 |
| 4   | 22 de junio de 2017       | ISBN 9784040692579 |
| 5   | 22 de marzo de 2018       | ISBN 9784040696966 |
| 6   | 21 de enero de 2019       | ISBN 9784040651972 |
| 7   | 23 de diciembre de 2019   | ISBN 9784040642079 |
| 8   | 23 de abril de 2020       | ISBN 9784040644684 |

### Anime
Media Factory anunció la adaptación al anime el 14 de diciembre de 2018. La serie es coanimada por Shin-Ei Animation y SynergySP y dirigida por Tatsuo Miura, con guiones de Takeshi Miyamoto y diseño de personajes de Keiji Tanabe. La serie se transmitió del 2 de abril al 18 de junio de 2020 en Tokyo MX, BS11 y AT-X. El tema de apertura es Jikū no Mayoi Hito (時空の迷い人?) interpretado por Demon Kakka y Arika Takarano y el tema de cierre es Tsukiakari Monologue (月明りのMonologue?) interpretado por Akino Arai x AKINO from Bless4. Se emitió durante 12 episodios.
| #  | Título | Estreno             |
| -- | --- | ------------------- |
| 1  | «¡¿El octavo hijo?! ¡¿Es una broma?!» «Hachinan tte, Sore wa Nai Deshō!» (八男って、それはないでしょう！)                   | 2 de abril de 2020  |
| 2  | «¡¿Disputa familiar?! ¡¿Es una broma?!» «Oie sōdō tte, Sore wa Nai Deshō!» (お家騒動って、それはないでしょう！)             | 9 de abril de 2020  |
| 3  | «¡¿Me quedo solo?! ¡¿Es una broma?!» «Botchi tte, Sore wa Nai Deshō!» (ボッチって、それはないでしょう！)                    | 16 de abril de 2020 |
| 4  | «¡¿Obligaciones?! ¡¿Es una broma?!» «Shigarami tte, Sore wa Nai Deshō!» (しがらみって、それはないでしょう！)                | 23 de abril de 2020 |
| 5  | «¡¿Matrimonio concertado?! ¡¿Es una broma?!» «Seiryaku Kekkon tte, Sore wa Nai Deshō!» (政略結婚って、それはないでしょう！) | 30 de abril de 2020 |
| 6  | «¡¿Un viaje veloz?! ¡¿Es una broma?!» «Dangan Shutchō tte, Sore wa Nai Deshō!» (弾丸出張って、それはないでしょう！)         | 7 de mayo de 2020   |
| 7  | «¡¿Está prohibida la magia?! ¡¿Es una broma?!» «Mahō kinshi tte, Sore wa Nai Deshō!» (魔法禁止って、それはないでしょう！)   | 14 de mayo de 2020  |
| 8  | «¡¿Está muerto?! ¡¿Es una broma?!» «Shibō setsu tte, Sore wa Nai Deshō!» (死亡説って、それはないでしょう！)                 | 21 de mayo de 2020  |
| 9  | «¡¿Me odian todos?! ¡¿Es una broma?!» «Kirawaresha tte, Sore wa Nai Deshō!» (嫌われ者って、それはないでしょう！)            | 28 de mayo de 2020  |
| 10 | «¡¿Quejas?! ¡¿Es una broma?!» «Kurēmā tte, Sore wa Nai Deshō!» (クレーマーって、それはないでしょう！)                       | 4 de junio de 2020  |
| 11 | «¡¿Entre la espada y la pared?! ¡¿Es una broma?!» «Itabasami tte, Sore wa Nai Deshō!» (板挟みって、それはないでしょう！)    | 11 de junio de 2020 |
| 12 | «¡¿El octavo hijo?! ¡No está tan mal!» «Hachinan tte, Sore Moari Deshō!» (八男って、それもありでしょう！)                   | 18 de junio de 2020 |